# Werner Potzernheim
Werner Potzernheim (Amburgo, 8 marzo 1927 – Hemmingen, 22 aprile 2014) è stato un pistard tedesco.

## Palmarès

### Olimpiadi
- Bronzo a Helsinki 1952 nella velocità.